# Monumento al Mono de la Pila
El Monumento al Mono de la pila es una fuente de autoría anónima originalmente situada en la Plaza Mayor de Bogotá, también conocida como Plaza de Bolívar. Esta fuente fue construida en el año 1583 y funcionó como la primera fuente de agua pública de la ciudad. Se encuentra ubicado en el Museo de Arte Colonial.

## Historia
El monumento del "Mono" como se solía llamar coloquialmente a esta fuente fue creado en el año 1583 por la Real Audiencia a petición de los habitantes de Santa Fe de Bogotá, en su mayoría indígenas que no tenían acceso a un puesto para recoger agua de manera salúbre para sus necesidades. Antes de esta, las personas que requerían de agua debían acudir a los ríos San Francisco y Manzanares para obtenerla, causando problemas de salud pública ya que el agua se veía contaminada por residuos tóxicos como jabón u otros materiales haciendo peligroso su uso al ser ingerida.
Luego de una fuerte demanda por la fuente, al paso de unos años en esa época de Independencia, el "Mono" fue puesto en el centro de la Plaza Mayor a disposición de toda la comunidad que recidía cerca del lugar, convirtiéndoce en un lugar bastante reconocido que dio pie a la famosa frase que usaban algunos adultos mayores para responder a las quejas de los más pequeños, "Si no le gusta, ¡Vaya a quejarse al Mono de la Pila". Pasaron algunos siglos y este emblema fue trasladado a distintos lugares como lo fue el Museo Nacional, luego en una de sus sedes, edificio Pedro A. López que se encuentra en el costado sur del Eje Ambiental en La Candelaria. También estuvo situada en la Plaza de San Carlos, incluso llamada Plazuela Rufino Cuervo ubicada en el barrio La Catedral, en la calle diez entre carrera sexta y carrera séptima y por último donde se encuentra actualmente, en el Museo Colonial.
Tiempo después, gracias a la Sociedad de Mejoras y Ornato, se planteó la idea de hacer una réplica a la famosa pila que posteriormente sería situada entre las carreras 7.ª y 10.ª en frente de la iglesia de San Diego. Este trabajo quedó a cargo de Luis Alberto Acuña, escultor y pintor oriundo de Santander.
En cuanto al nombre de "Mono de la Pila", no es precisamente que exista un primate en el monumento. En la época colonial (y en la actualidad) se le solía llamar "mono" a los extranjeros o personas con cabello rubio, al ser esta figura San Juan Bautista una figura católica con rasgos españoles, "mono" fue una palabra que se usó para referirse al santo que allí reposa.

## Descripción del Monumento
El monumento se encuentra escondido en medio del Centro Internacional a un costado de la parroquia San Diego, descansa sobre un altillo de cemento y piedra en forma de escaleras. Esta fuente la cual fue construida en piedra, además de que se le tallaron escudos con una gran técnica que hacían referencia  al pasado español y a la naciente Bogotá (en ese tiempo Santa Fe) del siglo XVI, en esta podemos apreciar que en la parte superior posa San Juan Bautista, el cual está desnudo y se puede ver como una tela cae desde sus antebrazos hacia el piso. En la parte de sus pies podemos ver una especie de escudos de armas haciendo referencia al tallado español. En la parte donde se depositaba el agua de la fuente, ésta tiene una forma geométrica de octágono en el cual podemos encontrar la frase "Donación de la sociedad de mejoras y ornatos a la muy noble y leal ciudad de Santa Fe de Bogotá en el sesquicentenario de la proclamación de la Independencia nacional”.

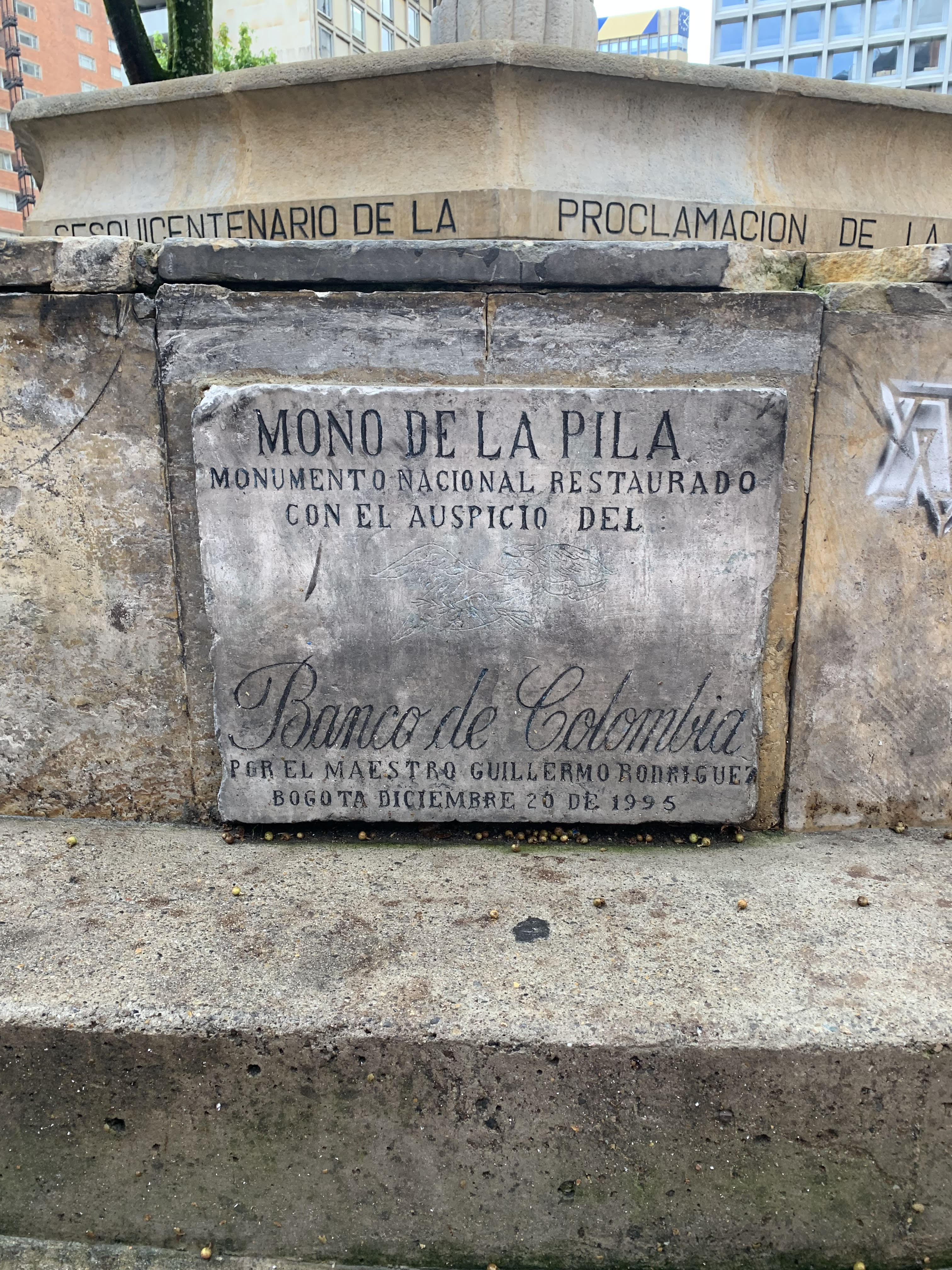
Placa que acompaña al Monumento en su lado izquierdo.

Esta obra contiene una placa en la que se lee lo siguiente:   

MONO DE LA PILA
MONUMENTO NACIONAL RESTAURADO CON EL AUSPICIO DEL
Banco de Colombia
POR EL MAESTRO GUILLERMO RODRIGUEZ
BOGOTA DICIEMBRE 20 DE 1995

## Vínculo con la ciencia
El Mono de la Pila tuvo más que un fin de estética en la ciudad, pues esta realizaba la construcción del primer acueducto de Santa fe de Bogotá, ya que recogía las aguas del Río San Agustín y atravesaba la arboleda de Los Laureles, con esto genera el primer nombre del acueducto, llamado el Acueducto Los Laureles. Esto lleva a la duda de la ciencia que hay detrás de un sistema acueducto. El primer sistema de acueducto que podemos estudiar sería los acueductos romanos, pues a base de estos se pudieron establecer diferentes sistemas de acueducto de varias ciudades y por último entender el acueducto moderno.